# Benedicto XIV
Benedicto XIV (Bolonia, 31 de marzo de 1675-Roma, 3 de mayo de 1758), nacido Próspero Lorenzo Lambertini, fue el papa 247.º de la Iglesia católica entre 1740 y 1758. Quizás uno de los más grandes eruditos que se han sentado en el trono papal, aunque a menudo subestimado, promovió el conocimiento científico, las artes barrocas, la revitalización del tomismo y el estudio de la forma humana. Firmemente comprometido con la aplicación de los decretos del Concilio de Trento y la auténtica enseñanza católica, Benedicto XIV eliminó los cambios previamente realizados al Breviario, buscó pacíficamente revertir el creciente secularismo en las cortes europeas, impulsó ceremonias con gran pompa y, a lo largo de su vida y su pontificado, publicó numerosos tratados teológicos y eclesiásticos. Como gobernante de los Estados Pontificios, redujo los impuestos sobre algunos productos, pero también los aumentó sobre otros; además, fomentó la agricultura y apoyó el libre comercio dentro de los Estados Pontificios. Académico, creó los Museos Sagrado y Profano, ahora parte de los actuales Museos Vaticanos. Puede ser considerado un polímata gracias a sus numerosos estudios de literatura antigua, sus libros y documentos eclesiásticos y su interés en el estudio del cuerpo humano, así como y su devoción al arte y la teología.
Hacia el final de su papado, Benedicto XIV se vio obligado a lidiar con problemas relacionados con la Compañía de Jesús. Los expulsó de Portugal a instancias de José I en 1758, poco antes de su muerte. El papado accedió a regañadientes a las demandas antijesuitas, a la vez que ofrecía una justificación teológica mínima para tales supresiones.
Horace Walpole lo describió como «amado por los papistas, estimado por los protestantes, un sacerdote sin insolencia ni interés, un príncipe sin favoritos, un papa sin nepotismo, un escritor sin vanidad, un hombre a quien ni el intelecto ni el poder pudieron corromper».

## Orígenes y formación
Nacido Próspero Lorenzo Lambertini, pertenecía a una noble familia de Bolonia, en esos momentos la segunda ciudad más grande en los Estados Pontificios. Era el tercero de los cinco hijos de Marcello Lambertini y su esposa Lucrezia Bulgarini. 
Realizó sus primeros estudios con los Padres Somascos de Bolonia, para ingresar luego en el Collegio Clementino de Roma, donde se graduó en retórica, filosofía y teología. En 1694 se doctoró en derechos civil y canónico en la Universidad La Sapienza, también de Roma.

## Carrera eclesiástica
Tuvo diversos cargos en la curia romana, siempre relacionados con el derecho; los más importantes el de asesor de la Congregación de Ritos (1712), secretario de la Congregación del Concilio (1718) y primer canonista de la Penitenciaria Apostólica (1722). Además, desde 1720 fue rector de la Universidad La Sapienza. 
En 1703 fue aclamado miembro de la Academia de la Arcadia con el nombre de Egano Aluntino.

### Episcopado y cardenalato
El 12 de junio de 1724 el papa Benedicto XIII lo consagró personalmente arzobispo titular de Teodosia, y ello con una dispensa previa excepcional, pues sólo era diácono y no había accedido al sacerdocio. En 1727 fue nombrado obispo de Ancona, manteniendo el grado de arzobispo ad personam y todos los cargos que ocupaba en la curia romana. En 1726 había sido creado cardenal in pectore, pero no fue proclamado hasta el 30 de abril de 1728, recibiendo el título de S. Croce in Gerusalemme. En 1731 fue nombrado arzobispo de Bolonia.

## Papado

### Elección
El cónclave que lo eligió duró seis meses, por causa de la adscripción de los cardenales a las potencias extranjeras y a los intereses de las mismas. Además, durante la reunión se registró el fallecimiento de cuatro de los electores, con lo que resultaba difícil conseguir una mayoría. A mayor abundamiento, uno de los favoritos, Pier Marcellino Corradini, cardenal obispo de Frascati, había sido vetado por el rey Felipe V de España. Se alega que al final Lambertini dijo a los cardenales: "Si deseáis elegir a un santo, elegid a Gotti (Vincenzo Ludovico Gotti, cardenal del título de S. Pancrazio y patriarca titular de Jerusalén); si a un hombre de estado, a Aldrovandi (Pompeo Marescotto Aldovrandi, cardenal del título de S. Eusebio y arzobispo-obispo de Montefiascone-Corneto); si a un hombre honesto, elegidme a mí". Al final resultó ganador con la mayoría sobre los dos tercios de los 51 votos de los cardenales presentes. Fue elegido papa el 17 de agosto de 1740 y coronado ocho días después por el cardenal Carlo Maria de' Marini, protodiácono de S. Agata in Suburra. Compatibilizó su cargo supremo con la sede arzobispal de Bolonia, que mantendría hasta 1754.

### Actuación pontifical

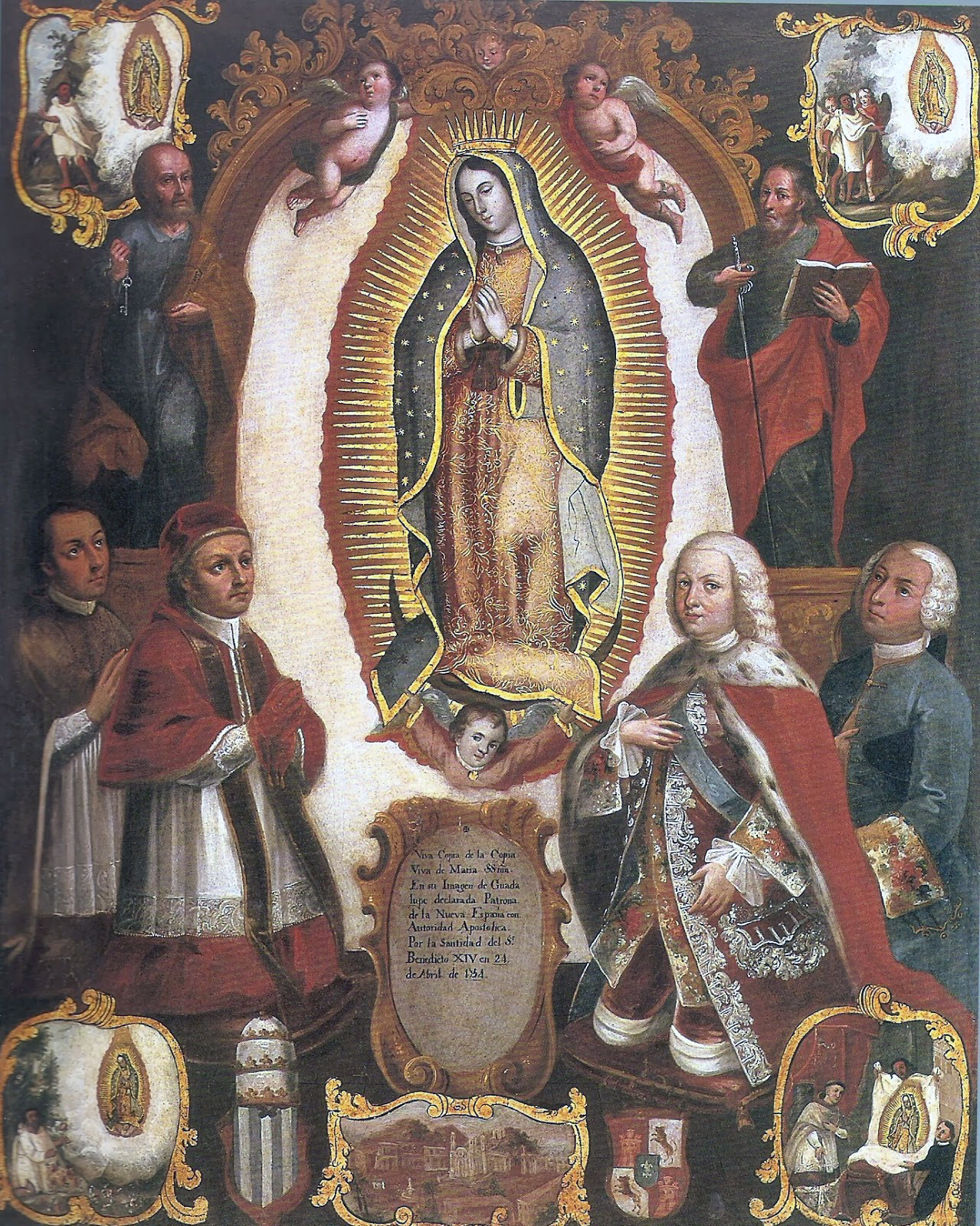
Alegoría de la declaración pontifica de Benedicto XIV el 24 de abril de 1754 del patronato Guadalupano sobre la Nueva España, anónimo novohispano,.

Su elección al trono papal había llegado en un momento de grandes dificultades, principalmente causadas por las disputas entre los estados romano-católicos y el papado en relación con exigencias de los gobiernos por designar a los obispos, en vez de dejar los nombramientos a la Iglesia. Benedicto XIV logró sobreponerse a la mayoría. Las disputas entre la Santa Sede y el Reino de Nápoles, Cerdeña, España, Venecia y el Imperio fueron arregladas mediante concordatos, en los que se mostró quizás demasiado condescendiente con el regalismo de sus monarcas. 
Era un hombre muy de su tiempo, imbuido del espíritu ilustrado, de una gran erudición y abierto a todas las corrientes culturales. Mantuvo correspondencia con pensadores y científicos sin discriminación -son notorios sus contactos con el mismo Voltaire-, hasta el punto de ser respetado y admirado también en los países protestantes (el anglicano Horace Walpole le dedicó un soneto que calificaba a Benedicto XIV de "el mejor de los papas"). Merece también atención la correspondencia que cruzó con la zarina Catalina la Grande de Rusia y con el rey Federico II de Prusia, en la que se pone de manifiesto su mutuo interés por la ciencia y la cultura en general. Tomó bajo su protección personal a científicos de la talla del matemático, astrónomo y filósofo Ruggiero Ruđer Bošković, del historiador y arqueólogo Angelo Maria Querini, del también arqueólogo Johann Joachim Winckelmann, del polígrafo Ludovico Antonio Muratori, del físico Giovanni Poleni y de la matemática Maria Gaetana Agnesi, a quien llegó a ofrecer una cátedra en la Universidad de Boloña, en una época en que las mujeres no eran admitidas ni siquiera como alumnas.
Potenció la enseñanza superior de las ciencias en todos sus territorios. En la universidad La Sapienza de Roma fundó cátedras de física, química y matemáticas. Creó en esta ciudad la Calcografía Pontificia, dotándola de un fondo inicial mediante la adquisición del fondo de Domenico de' Rossi. También instituyó la Pontificia Accademia Archeologica, a la que encargó importantes excavaciones y la restauración del Coliseo.

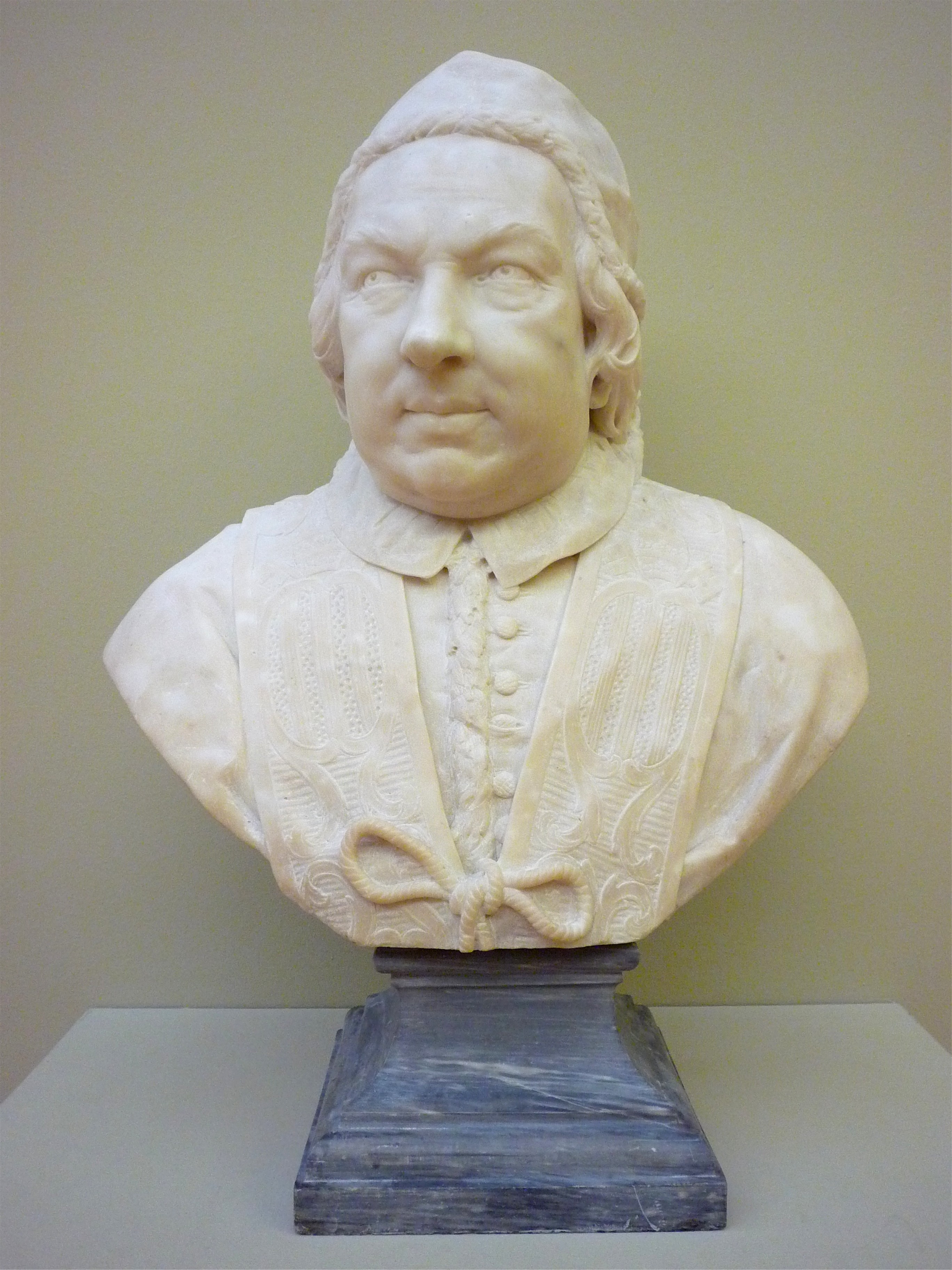
Busto de Benedicto XIV por Pietro Bracci, Museo de Grenoble.

Creó en la Universidad de Bolonia una escuela de cirugía y una cátedra para la enseñanza de la obstetricia, para la cual compró la colección completa de modelos del profesor Giovanni Antonio Galli. También fundó en esta ciudad un museo arqueológico, al cual donó su importante colección de monedas del periodo imperial romano.
Benedicto XIV mandó borrar del índice de libros prohibidos De revolutionibus de Nicolás Copérnico, con lo que daba por cerrada la oposición a la teoría heliocéntrica del sistema solar. Tuvo especial trascendencia que implantara, de forma pionera en Europa, una vacuna antivariólica en todos los Estados Pontificios.
Desde el punto de vista doctrinal se mostró intransigente con las costumbres de los pueblos que se iban incorporando a la Iglesia. Probablemente el acto más importante de su pontificado fue la promulgación de sus famosas leyes sobre las misiones en dos bulas papales, Ex quo singulari y Omnium solicitudinum. En estas bulas denunciaba las prácticas misioneras orientales, de acomodar usos y palabras cristianas a los ritos de culturas nativas con el fin de asimilarlas. Ello había sido realizado extensamente por los jesuitas en sus misiones chinas y malabares. Un ejemplo de las cuestiones condenadas se refiere al culto a las estatuas de los ancestros: "¿Es inaceptable el honor que se le da a los ancestros, o es algo parecido a la veneración católica a los santos?" y "¿puede un católico legítimamente 'venerar' a un ancestro que se sabía que no era cristiano?". Puede considerarse que esa postura  intransigencia retardó, incluso anuló en determinados lugares, la evangelización de Extremo Oriente, pero también pudo evitar un sincretismo religioso[cita requerida].
Su atención a las misiones se puso también de manifiesto en su encíclica Immensa pastorum, en la que condena la esclavitud y trato cruel que por algunos se daba a los indios de América, al mismo tiempo que alienta a los obispos de esas regiones para que trabajen por la conversión de los infieles.
En 1741 autorizó la Congregación de los Pasionistas, y en 1749 la de los Misioneros Redentoristas.
Tuvo un papado muy activo, reformando la educación de los sacerdotes, el calendario de las fiestas de la Iglesia, la liturgia y muchas instituciones papales. Fue el primer papa en permitir fundaciones de órdenes religiosas femeninas independientes de las masculinas que podían dedicarse a la vida activa o al trabajo pastoral directo, pues hasta entonces y como consecuencia de los decretos de Bonifacio VIII y del concilio de Trento, las religiosas solo podían llevar vida contemplativa.  En Brasil fundó las diócesis de São Paulo y de Mariana en 1745. Concedió el título de Rey Fidelísimo a Juan V de Portugal, después de reconocerle como soberano de su país, independiente de España tras la revolución de los "Restauradores" de 1640. Con su amigo Domenico Silvio Passionei, cardenal del título de S. Bernardo alle Terme y de S. Prassede, impulsó la catalogación de la Biblioteca Vaticana a la que incorporó los más de 32 000 volúmenes del Palazzo della Consulta que Passionei había reunido. Para esta biblioteca mandó traducir al italiano a los grandes autores franceses e ingleses, tanto religiosos como profanos.
En 1742 había ordenado la revisión del proceso contra Niccolò Paolo Andrea Coscia, cardenal del título pro illa vice de S. Maria in Dominica y arzobispo de Benevento, que había sido condenado por el anterior papa Clemente XII por delitos económicos. Coscia fue finalmente absuelto y repuesto en sus cargos.
Por lo que respecta a los trabajos intelectuales de Benedicto XIV, reunidos en doce volúmenes, es preciso destacar De servorum Dei beatificatione et beatorum canonizatione (1734-1738), De synodo diocesana (1748) y De festis, de sanctorum Missae sacrificio (1748), obras maestras del derecho canónico que conservan su vigencia. Para los documentos pontificios de carácter pastoral y de ámbito universal, fue Benedicto XIV quien retomó el nombre de "encíclica" 
El pontífice era fumador habitual, quizás esto influyera en su decisión de eliminar los impuestos sobre el tabaco y despojar a los farmacéuticos de los Estados Pontificios del monopolio de su comercialización. 
Al margen de anécdotas, se trata sin duda de uno de los papas de mayor cultura y solvencia intelectual, y, visto con perspectiva histórica, su pontificado figura entre los más importantes de la historia de la Iglesia.
En 1756 expide una bula a la Hermandad de Ntra. Sra. de la Soledad de Málaga (actualmente fusionada con otra hermandad que constituyen la Congregación de Mena) pedida por la Armada Española para poder celebrar Misa el Sábado Santo, recordando el milagroso acontecimiento en el cual todos los miembros de una fragata española se salvaron por la encomendación a dicha imagen mariana.
Este privilegio es revocado en el Concilio Vaticano II. El papa Juan Pablo II ordenó que en adelante se celebrara la liturgia de la Soledad de María.

### Canonizaciones
Durante su pontificado Benedicto XIV canonizó a Camilo de Lelis (1746), a Pedro Regalado (1746), a Ceslas de Cracovia (1748) y a Inés de Asís (1753). Además, en 1754 proclamó Doctor de la Iglesia a León Magno (1754).

## Muerte
Falleció el 3 de mayo de 1758 y está sepultado en el mausoleo que los cardenales que él creó mandaron erigir en la Patriarcal Basílica Vaticana.
Las profecías de San Malaquías se refieren a este papa como Animal rurale (El animal rural), un apelativo que se ha justificado como una referencia a su origen rural y a que fue un gran trabajador.

## Encíclicas
| - Ubi primum (3 de diciembre de 1740) - Non ambigimus (30 de mayo de 1741) - Pro eximia tua (30 de junio de 1741) - Quanta cura (30 de junio de 1741) - In suprema Universalis (22 de agosto de 1741) - Quamvis paternae (26 de agosto de 1741) - Satis vobis compertum (17 de noviembre de 1741) - Immensa pastorum (20 de diciembre de 1741) - Etsi minime (7 de febrero de 1742) - Certiores effecti (13 de noviembre de 1742) - Cum illud semper (14 de diciembre de 1742) - Quemadmodum preces (23 de marzo de 1743) - Nimiam licentiam (18 de mayo de 1743) - Inter omnigenas (2 de febrero de 1744) - Cum semper oblatas (19 de agosto de 1744) - In suprema Catholicae (20 de noviembre de 1744) - Cum multorum charitate (18 de febrero de 1745) - Libentissime quidem (10 de junio de 1745) - Gravissimum supremi (8 de septiembre de 1745) - Vix pervenit (1 de noviembre de 1745) - Quemadmodum nihil (16 de diciembre de 1746) - Accepimus praestantium?? (16 de julio de 1746) | - Inter caetera (1 de enero de 1748) - Magnae nobis (29 de junio de 1748) - Annus qui hunc (19 de febrero de 1749) - Officii nostri (15 de marzo de 1749) - Peregrinantes a Domino (5 de mayo de 1749) - Apostolica constitutio (26 de junio de 1749) - Gravissimo animi (31 de octubre de 1749) - Inter praeteritos (3 de diciembre de 1749) - Benedictus Deus (25 de diciembre de 1750) - Celebrationem magni (1 de enero de 1751) - Prodiit jamdudum (30 de enero de 1751) - Elapso proxime anno (20 de febrero de 1751) - Providas Romanorum (18 de marzo de 1751) - Magno cum animi (2 de junio de 1751) - A quo primum (14 de junio de 1751) - Cum religiosi aeque (26 de junio de 1754) - Quod provinciale (1 de agosto de 1754) - Allatae sunt (26 de julio de 1755) - Quam ex sublimi (8 de agosto de 1755) - Ex quo primum (1 de marzo de 1756) - Ex omnibus christiani (16 de octubre de 1756) - Quam grave (2 de agosto de 1757) |